# Anthus pratensis
Anthus pratensis là một loài chim trong họ Motacillidae.

## Hình ảnh

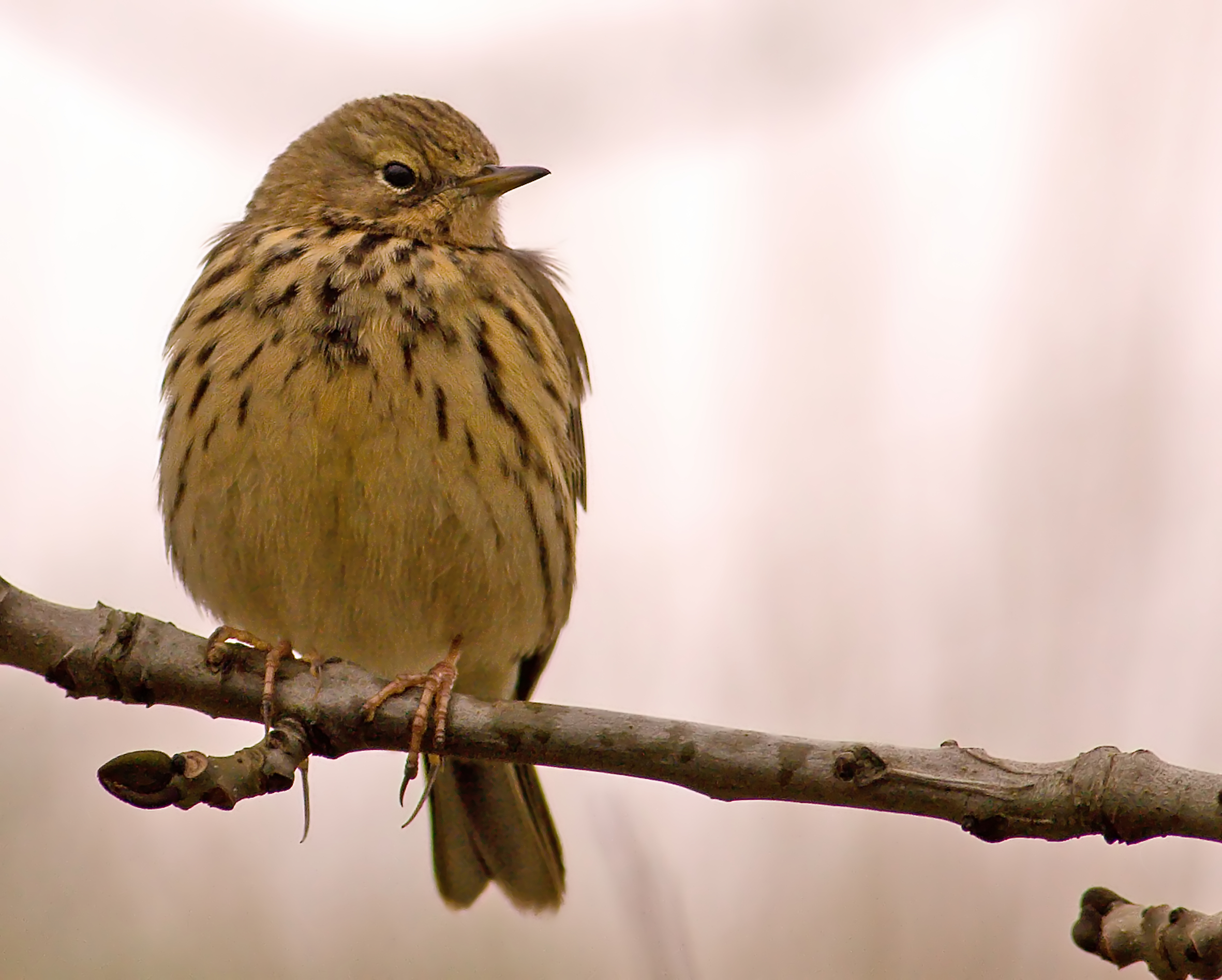
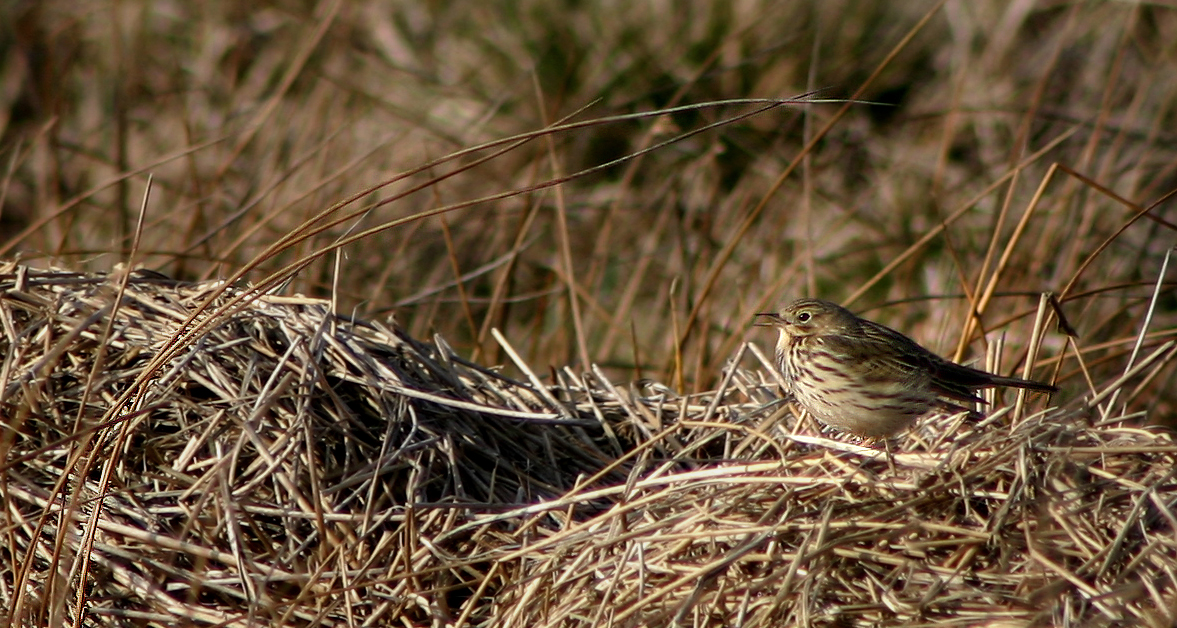
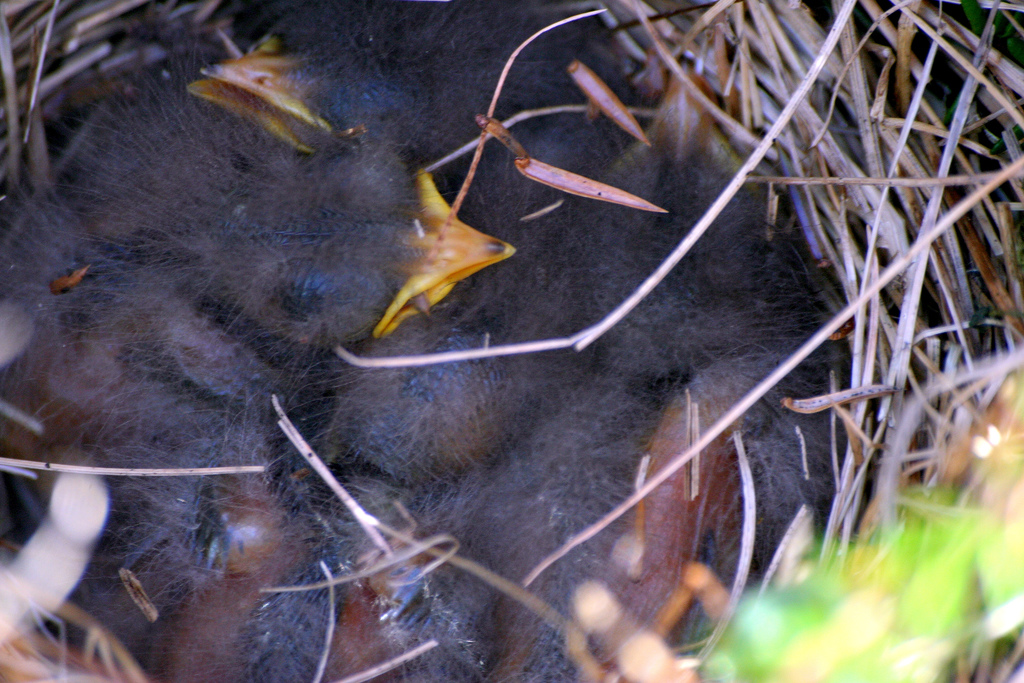
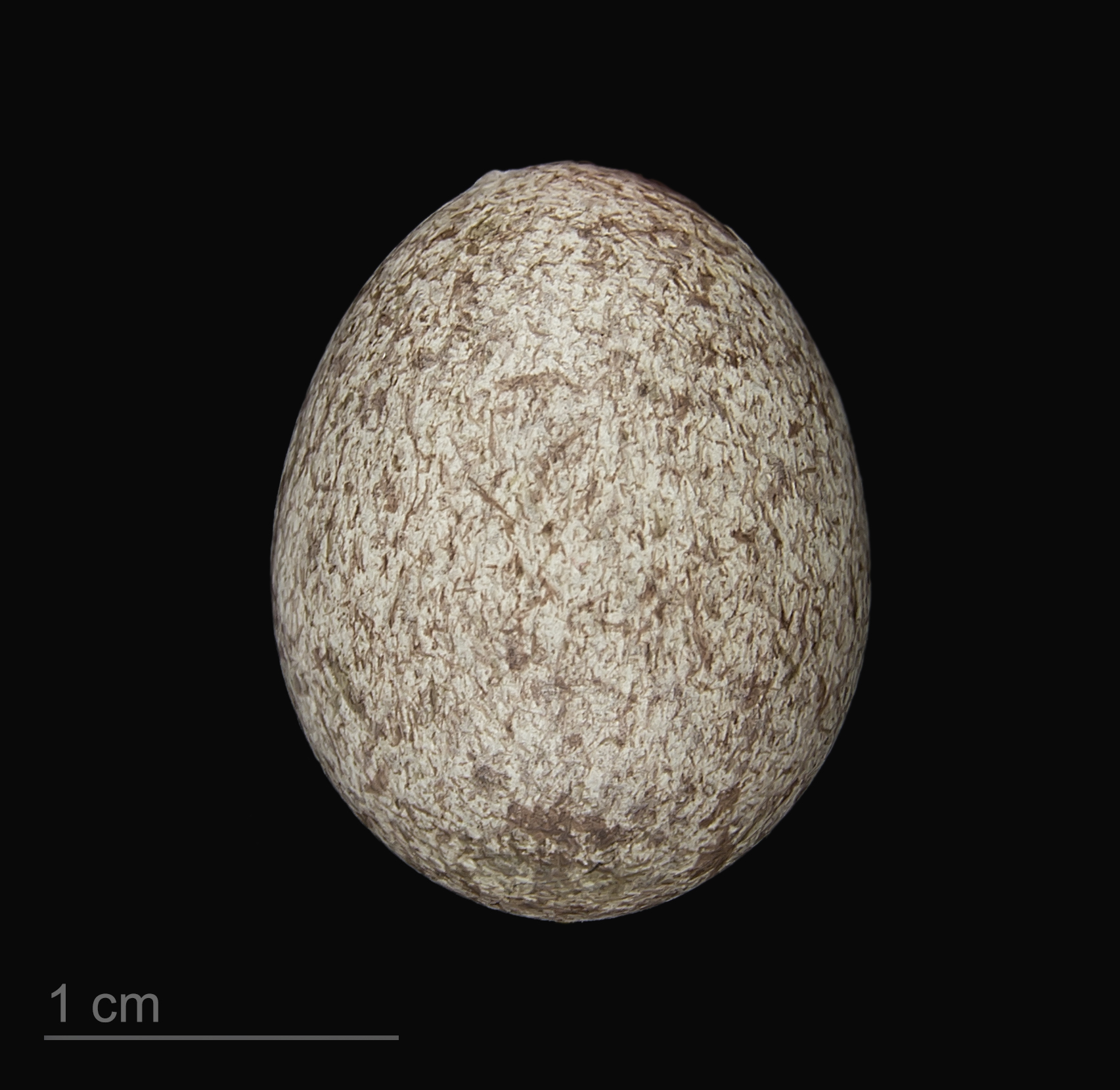
Museum specimen
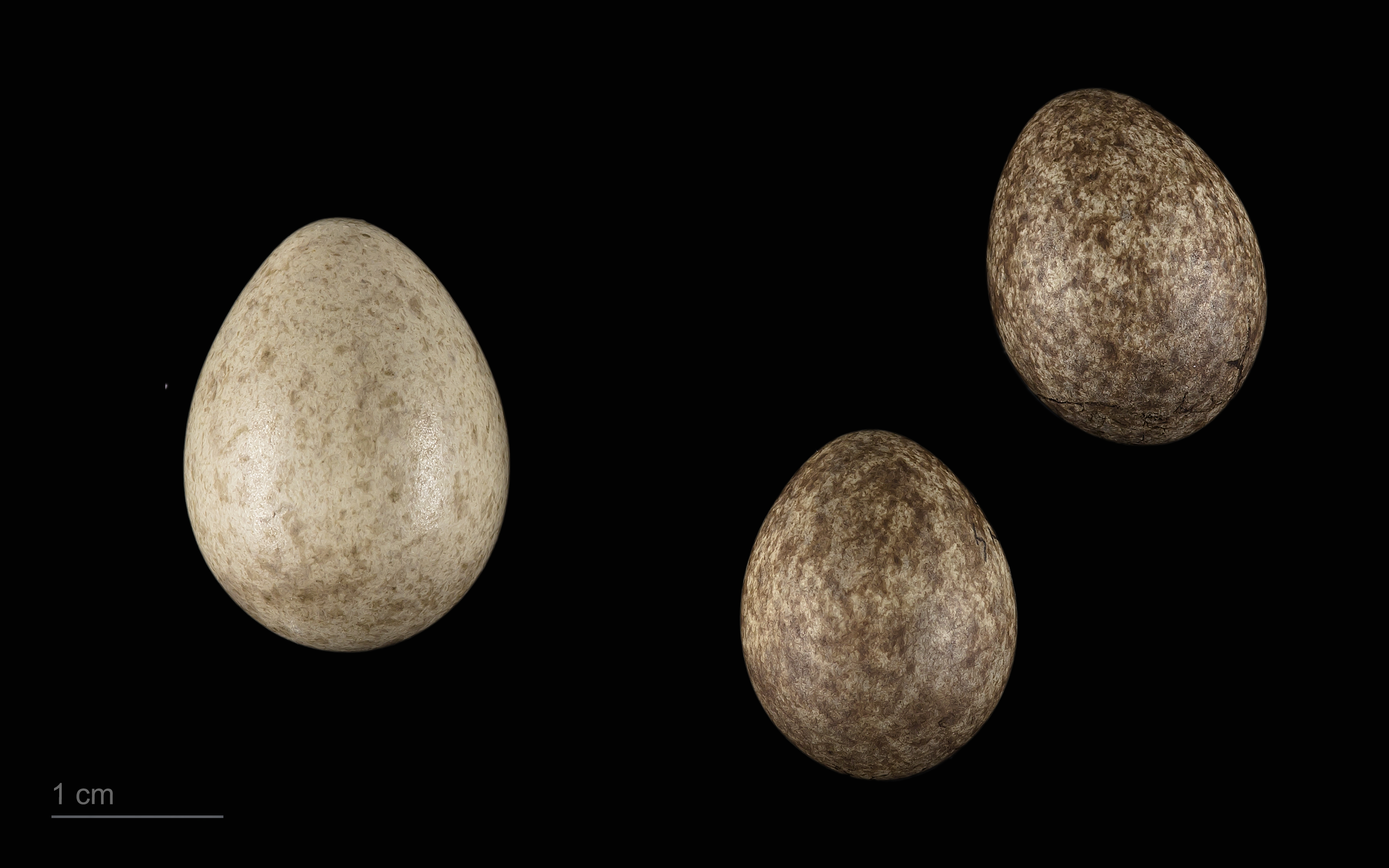
Cuculus canorus canorus + Anthus pratensis - Museum specimen